# Online identita
Online (nebo virtuální) identita je virtuální reprezentace fyzického subjektu a stejně jako běžná identita obsahuje aspekt osobní a sociální identity. Osobní online identita se vztahuje k tomu, čím je jedinec ve virtuálním prostředí, či spíše čím je jeho reprezentace v tomto prostředí. Sociální online identita charakterizuje potom to, kam jedinec nebo jeho reprezentace ve virtuálním prostředí patří a čeho je součástí. Alkan_
Virtuální reprezentace je soubor dat, které sdílíme v kyberprostoru s ostatními uživateli a podle nichž předpokládáme nebo chceme, aby nás ostatní vnímali. Online identita pak není identitou fyzické osoby, ale je to identita této naší virtuální reprezentace.

## Míra ztotožnění s online identitou
S online identitou je možné se ztotožnit a domnívat se, že tato reprezentace vyjadřuje celou naší osobnost. Do určité míry může pak tato reprezentace být blízká naší reálné identitě, ale nikde s ní nemůže být zcela totožná. David Šmahel se domnívá: „I člověk, který dobře zná sám sebe, vystupuje prostřednictvím své virtuální reprezentace často mírně odlišně a je okolím jinak vnímán.“ Zároveň ale zastává názor, že do své virtuální reprezentace můžeme vložit více či méně vědomý aspekt sebe sama. Samotné jednání této virtuální reprezentace pak může být ovlivňováno nevědomými tendencemi jejího majitele.

## Změny virtuální identity
Změnou virtuální identity rozumíme obměnu jakéhokoliv prostředku, kterým jsme reprezentováni online. Může se tak jednat například o e-mailovou adresu, přezdívku (neboli nick) nebo o našeho avatara. Na rozdíl od skutečného života je možnost změnit svou identitu v prostředí internetu většinou snadno dostupná a často nevyžaduje ničí schválení nebo potvrzení. Zároveň má však alternace této identity dopad na způsob, jakým se může daný jedinec reprezentovat. Například pro profesní účely nemusí být vhodné si změnit emailovou adresu z jmeno.prijimeni@zamestnani.cz na boreczprahy2@zamestnani.cz, ačkoliv v tomto ohledu nebýváme nikým regulováni.

## Vztahy v online prostředí
Lidé si na internetu mnohdy vyměňují názory, což vede k dlouhým diskuzím až hádkám. V online prostředí však dochází i k opačnému pólu emocí, který je tvořen přátelstvím a láskou. Z výzkumu University of Washington vyplývá, že ženy si na internetu hledají přátele snadněji a aktivněji než muži. Účastníci výzkumu dále uvádějí, že přátelé, které poznali na internetu, tvoří jinou skupinu známých a s jejich přáteli z reálného života se často neznají. Z výzkumů dále vyplývá, že lidé se svými přáteli na internetu často sdílejí informace ze svého života, které s přáteli z reálného života sdílet nechtějí nebo nemohou.

## Rizika online identity
Přestože přesně neznáme aktuální počet lidí ve světě připojených k internetu, odhady hovoří přibližně o 35 milionech osob. To se v populaci čítající přes 7 miliard lidí nezdá jako velké číslo, avšak uživatelé internetu by mohli tvořit populaci jedné země střední velikosti. Důležitějším ukazatelem je však faktor růstu, který se už od roku 1985 drží přibližně na 200 procentech ročně. Internet v současnosti ovlivňuje každodenní život většiny obyvatel vyspělých zemí a pro budoucnost je mimo jiné právě rozvoj technologií, jako je internet, považován za klíčový. Vytvářením online identity přesouváme část svého života do kyberprostoru, kde získává naše já podobu internetových projevů. Podle odborníků není na místě obava, že bychom s vytvářením online identity ztráceli tu skutečnou, stejně jako strach z ovládnutí světa počítačovou technikou, či z potlačení veškerých ostatních druhů komunikace elektronickými médii. Jedním z hlavních rizik internetové komunikace však zůstává fakt, že ne vždy můžeme ověřit, s kým ve skutečnosti komunikujeme. Proto se obecně nedoporučuje komunikovat pomocí internetu s neznámými osobami, navazovat s nimi kontakt a poskytovat jim jakékoli osobní údaje, jež by mohly být zneužity. Další nebezpečí, které lidem kladoucím příliš velký důraz na online identitu hrozí, je internetová závislost. Pro ty, kteří ve virtuálním světě tráví denně příliš mnoho hodin, v dnešní době existují podpůrné skupiny. Online kontakt plně nenahrazuje interakci osob, jež spolu naživo hovoří, a ani do budoucna se nepředpokládá, že by toto mohlo nastat.

## Pozitiva online identity
Za výhodu online identity lze považovat fakt, že nám umožňuje experimentovat ve větší míře, než tomu bývá v reálném světě. Důvodem je, že uživatel internetu se od své online identity může kdykoliv odpoutat a nemusí tak čelit důsledkům svého jednání.[zdroj?] Online identita nám také umožňuje utvářet vlastní dramatickou konstrukci naší osobnosti. Frustrace z reálného života je na internetu možné vykompenzovat.